# Août 1839

## Événements

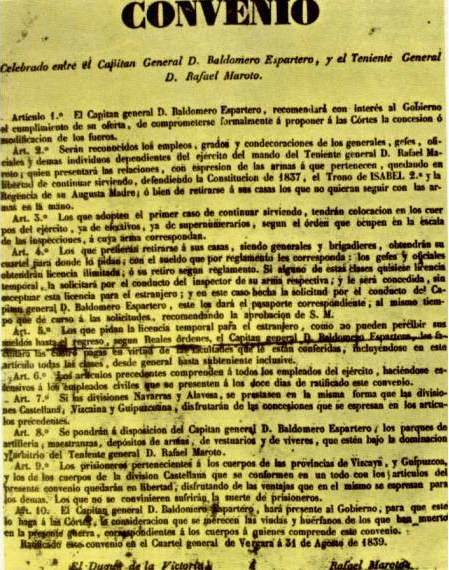
29 août : convention de Vergara

- 2 août, France : inauguration de la Ligne de Paris-Saint-Lazare à Versailles-Rive-Droite par M. le duc d'Orléans.
- 3 août, France : loi qui fixe le cadre de l'état-major de l'armée de terre.
- 11 août, France :
  - loi d'établissement du chemin de fer de Paris à Versailles de Paris à Orléans;
  - loi d'établissement du chemin de fer de Paris au Havre et à Dieppe.
- 16 août, France : Honoré de Balzac est élu président de la Société des gens de lettres.
- 23 août : Victor Hugo arrête la rédaction des Jumeaux (au cours de l'acte III).
- 26 août : 
  - Le navire cubain La Amistad, sous le contrôle d'Africains récemment capturés, est « secouru » par le Washington, de la marine des États-Unis.
  - France : Adèle Hugo et ses enfants partent chez les Vacquerie, à Villequier.
- 27 août : convention de Vergara, compromis entre le carliste Maroto et le cristinien progressiste Espartero. Les rebelles sont réintégrés dans leurs grades et les fueros provinciaux sont maintenus. Espartero (duc de la Victoire) s’empare du pouvoir par pronunciamiento. Il assume la régence en imposant la dictature. Marie-Christine part en exil trois ans en France. Fin de la première guerre carliste.
- 31 août : voyage de Hugo avec Juliette Drouet : Nancy, Strasbourg, Kehl, Fribourg-en-Brisgau, Bâle, Zurich, Lucerne, Berne, Vevey, Lausanne, Genève, Aix-les-Bains, Lyon, Avignon, Beaucaire, Arles, Marseille, Toulon, Draguignan, Nice, Cannes, Aix-en-Provence, Bourg-Saint-Andéol, Rochemaure, Valence, Tournon, Chalon-sur-Saône, Dijon, Châtillon-sur-Seine, Troyes, Sens, Fontainebleau.

## Naissances
- 17 août : Charles Hermans, peintre belge († 7 décembre 1924).
- 19 août : Julius Oscar Brefeld (mort en 1925) botaniste et mycologue allemand.
- 22 août : Julius Wilbrand (mort en 1906), chimiste allemand.

## Décès
- 18 août : Charles de Thiennes de Lombise (né en 1758), homme politique néerlandais
- 28 août : William Smith (né en 1769), géologue britannique.